# Ambotaka
Ambotaka est une commune rurale malgache située dans la région de Fitovinany.